# Минбар
Минбарът (на арабски: منبر, което се превежда като „възвишено място“) е издигнатото място в джамията, откъдето имамът чете хутбата (проповеди). Представлява висока катедра със стълби.
В първите години след хиджра не е имало минбар в джамиите, но с увеличаване на джемаата се налага да се издигне някаква възвишеност, от която пророкът Мохамед да може да вижда и слуша всички присъстващи, тъй като четял хутбата, опирайки се на ствола на финикова палма. По-късно на мястото на това дърво е построен специален минбар.
Първият минбар е бил дървен. Оттогава формата на минбара се видоизменя, но функциите му са останали същите. След Мохамед халиф Абу Бакър, в израз на уважение към пророка, четял хутбата, като заставал на второто стъпало на минбара. След него халиф Омар – на първата, а халиф Осман заставал на третото стъпало, иначе е трябвало да застане на равно място, а това би противоречало на суната. Предание гласи, че първият покрит минбар е въведен от халиф Осман. В Джамията на Мохамед в Медина мястото между минбара и „Равза-и-Мутахарра“ (могилата на Пророка) се смята за благословенно.
В някои джамии има платформа (müezzin mahfili), разположена срещу минбара. Това е мястото за помощника на имама – мюезина, който стои прав по време на молитва. Оттам той разказва, предава думите на имама на вярващите.
Това съоръжение е ислямският еквивалент на амвона в християнските църкви.